# Casalvecchio di Puglia
Casalvecchio di Puglia är en stad och kommun i provinsen Foggia i regionen Apulien i Italien.[källa behövs] Kommunen hade 1 838 invånare (2017).
Staden befolkades på 1400-talet av arberesjiska flyktingar från Albanien som sökte skydd från osmanska armén.[källa behövs]
Arberesjiska och italienska talas idag som modersmål av stadens invånare.[källa behövs]